# Вака (Хашурский муниципалитет)
Вака (груз. ვაყა) — село в Грузии. Находится в Хашурском муниципалитете края Шида-Картли. Высота над уровнем моря составляет 670 метров. Население — 1160 человек (2014).